# وليد حرفوش

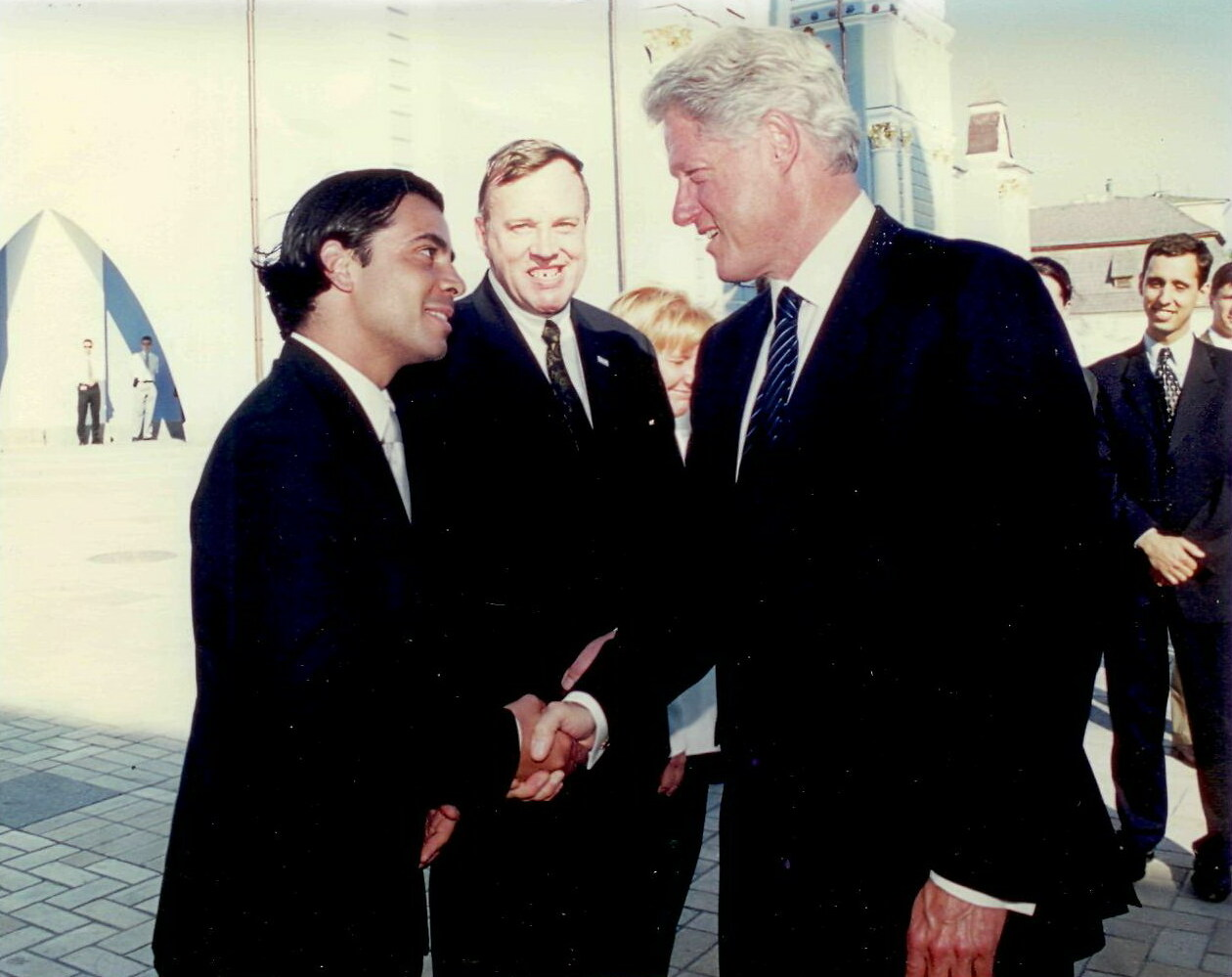
خلال زيارة رسمية إلى الولايات المتحدة بيل كلينتون إلى أوكرانيا 1995

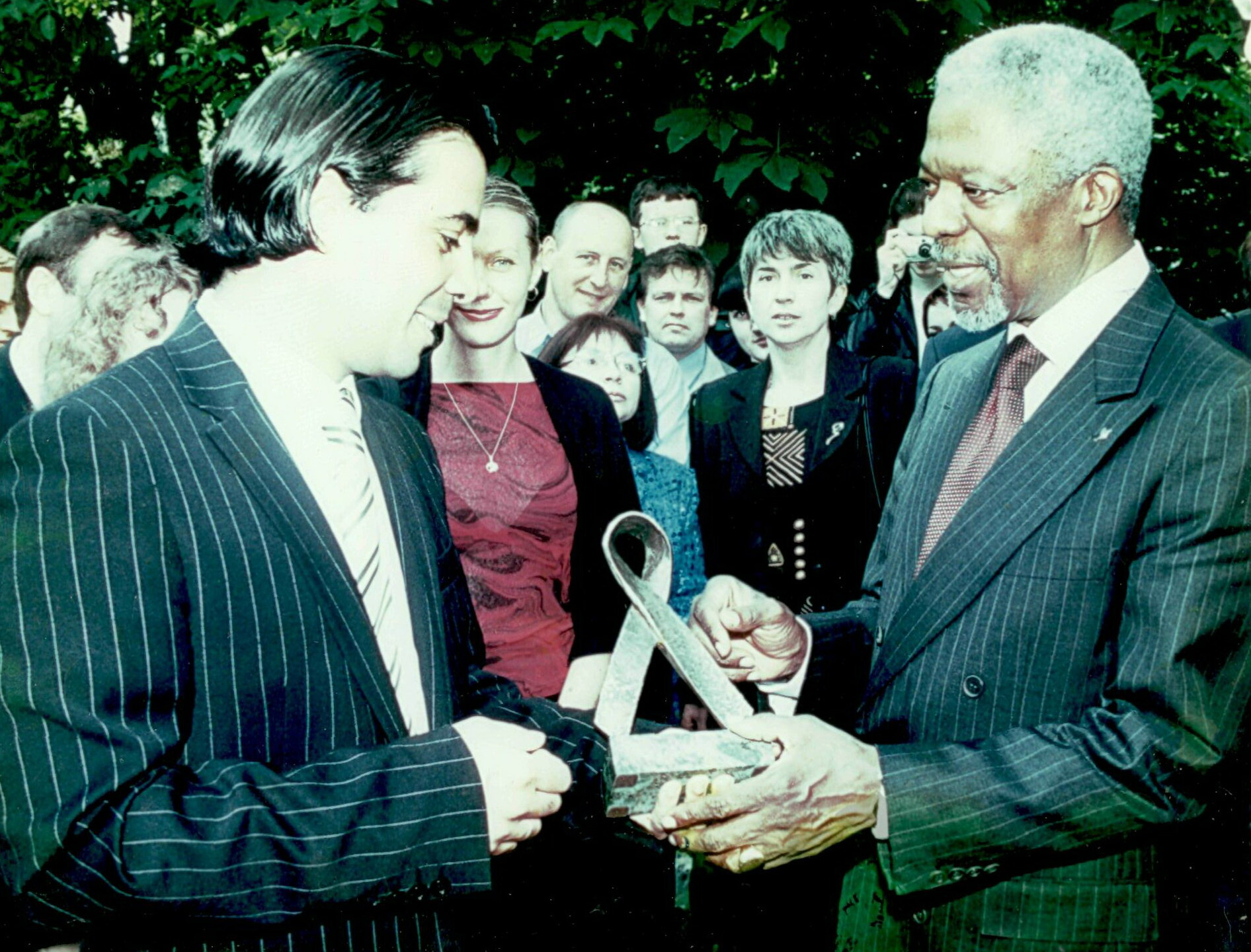
وليد حرفوش يقدم الأمين العام للأمم المتحدة كوفي عنان، علامة رمزية من "الشريط الأحمر" 2002

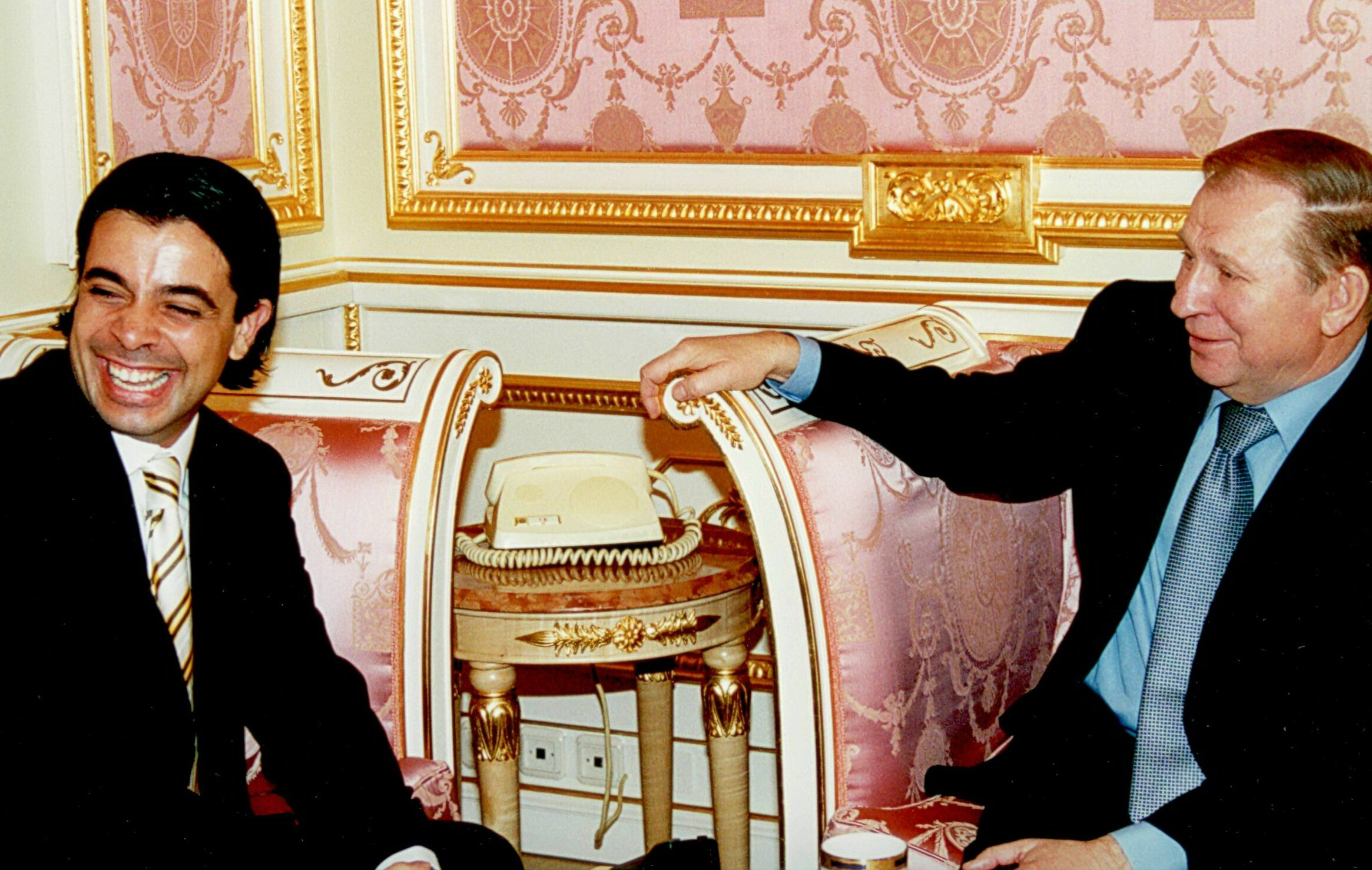
مع ليونيد كوتشما، 1997

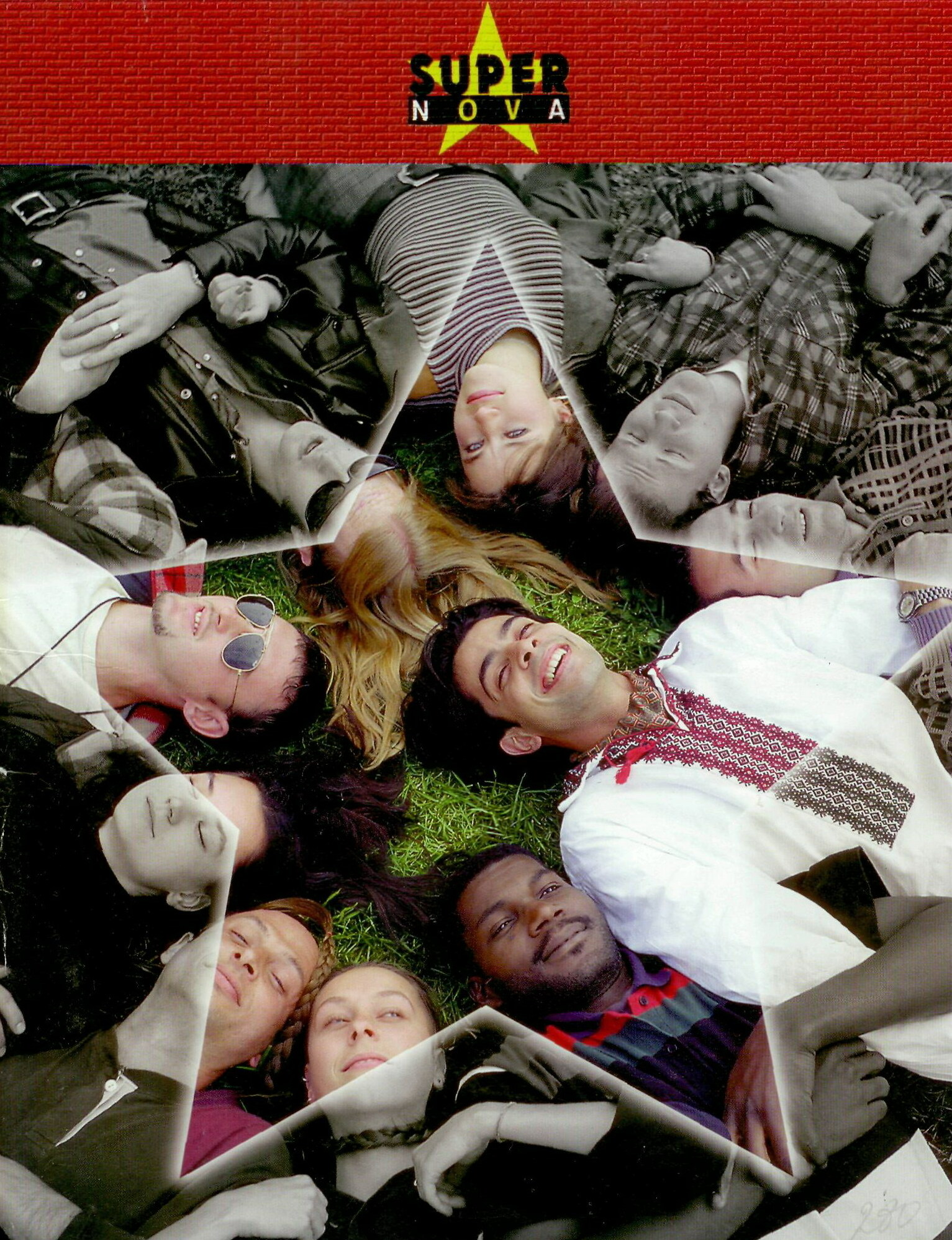
فريق دولي من راديو "سوبر نوفا"

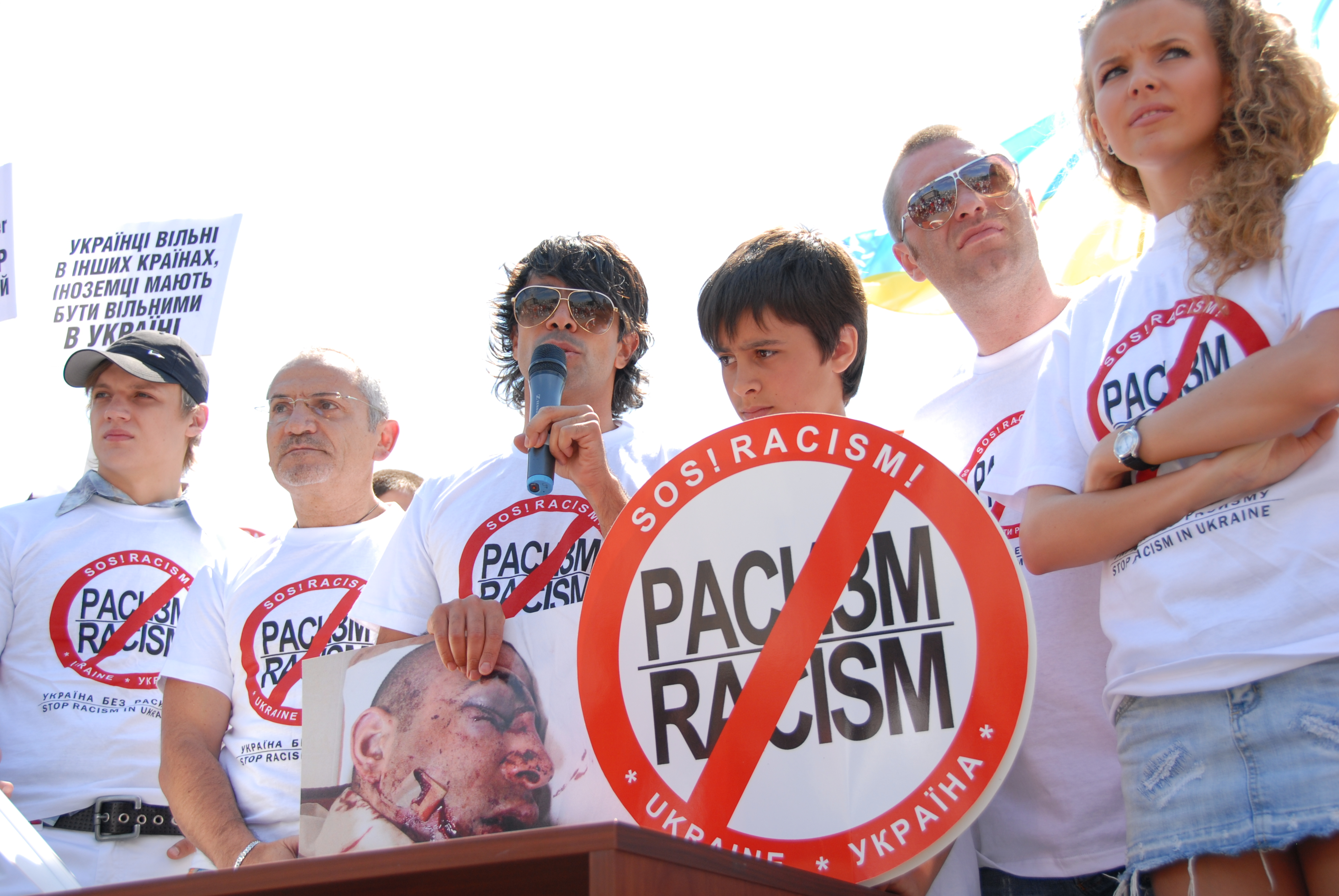
STOP RACISM!

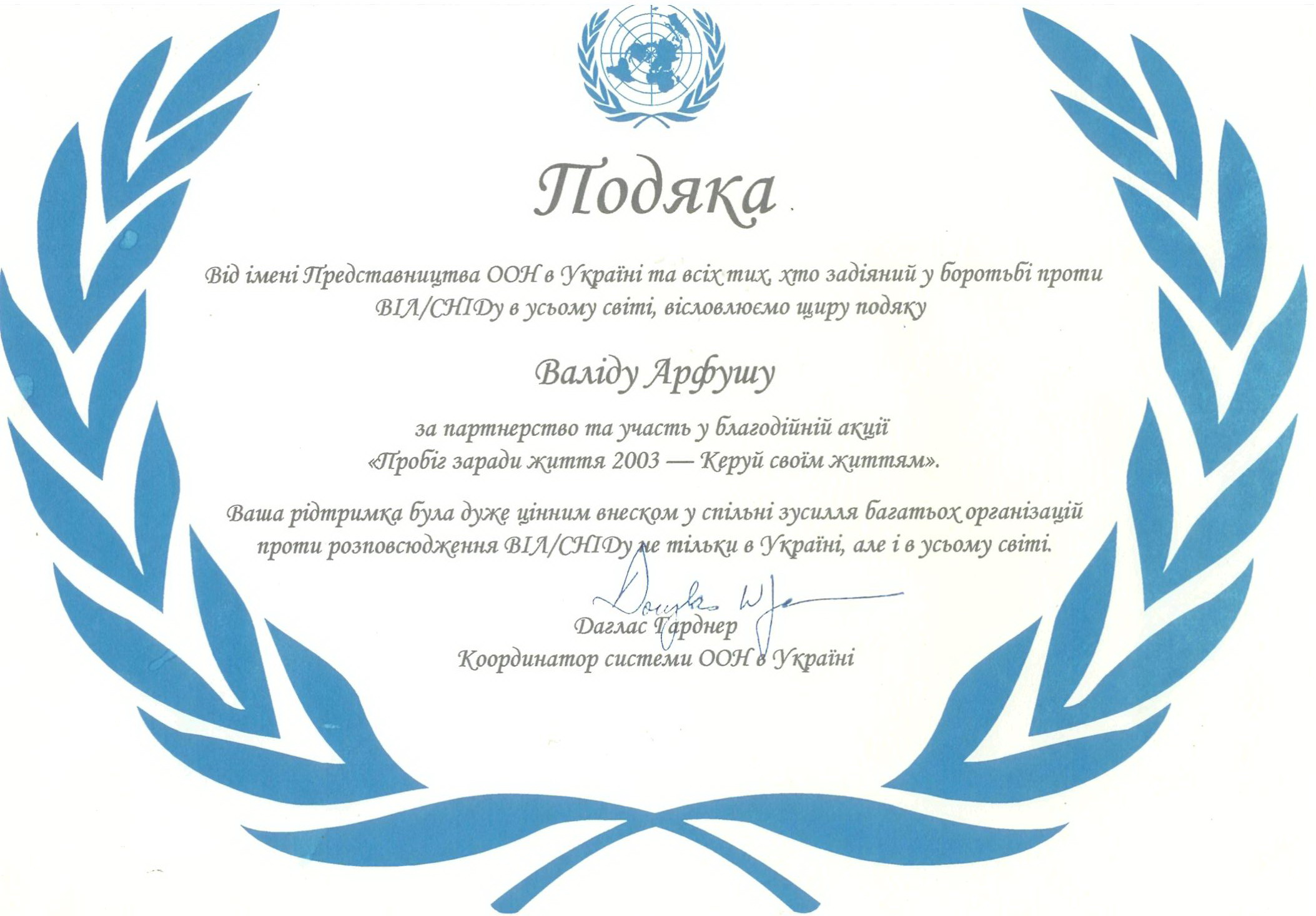
شكرا بالنيابة عن مكتب الأمم المتحدة في أوكرانيا، وجميع أولئك الذين يشاركون في المعركة ضد فيروس نقص المناعة البشرية / الإيدز في جميع أنحاء العالم

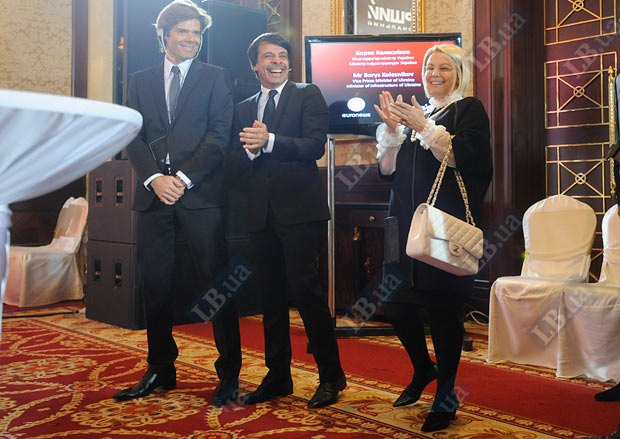
أثناء عرض النسخة الأوكرانية من يورونيوز: مايكل بيترز، وليد حرفوش وآنا هيرمان

وليد حرفوش (بالفرنسية: Harfouch Walid) هو اعلامي ومنتج ومدير تلفزيوني عالمي وشخصية عامة. نائب رئيس قناة يورونيوز الدولية ، رئيس قناة  اتش دي فاشون ولايف ستايل HDFashion & LifeStyle، كما شارك كمؤسس اذاعي لمحطة راديو سوبر نوفاSuper-Nova  ومجلة  بابارازي Paparazzi.
في أغسطس 2011، أطلق عرفوش النسخة الأوكرانية من قناة  يورونيوز.
أول سفير للأمم المتحدة للنوايا الحسنة (الأمم المتحدة)، كمفوض لمكافحة الإيدز في أوكرانيا.و مؤسس المنظمة العامة  لمكافحة التفرقة العنصرية"SOS Racism!".
كما يمارس اليوجا بشكل احترافي لأكثر من 10 سنوات.  

## السيرة الذاتية
ولد وليد حرفوش في 10 أبريل 1971 في طرابلس (لبنان). والده عدنان حرفوش أستاذ الأدب العربي ووالدته نزهة الحاج مديرة مدرسة. لديه أخ أكبر عمر، وأخت كبرى هند.
تخرج وليد حرفوش من كلية الفريرز عام 1988، وبعد عامين، عام 1990، بدعوة من أخيه، انتقل إلى أوكرانيا. في عام 1991، التحق وليد بقسم الصحافة في جامعة دنيبروبتروفسك الوطنية.
في عام 1995، انتقل وليد إلى كييف، حيث بدأ العمل في المجال الإعلامي. في عام 2002  أسس وليد وكالة الدعاية والعلاقات العامة «سوبر نوفا»، التي نظمت عددًا من حملات العلاقات العامة في جميع أنحاء أوكرانيا. من بين عملاء سوبر نوفا: فندق بريمير بالاس، وكوكا كولا، ورالي يالطا لايف، وريد بول وغيرهم. كان الإنجاز الرئيسي للوكالة هو التركيز على مصالح الأفراد والسياسيين والشركات الكبرى في أوكرانيا وأوروبا وفرنسا على وجه الخصوص.
في عام 2003 بدأ  وليد عرفوش مع شقيقه في نشر مجلة بابارازي Paparazzi حول حياة نجوم الأعمال التجارية  والفنية ومن هم في السلطة.
في عام 2005 نشر وليد حرفوش كتاب «جنس، قتل، مليون».
في عام 2006، حصل وليد حرفوش  وشقيقه على حقوق عقد ثلاث مسابقات ملكة جمال أوروبا. أولها في أكتوبر 2006 في كييف في القصر الوطني «أوكرانيا» وتم بثه على الهواء مباشرة في 12 دولة أوروبية. شاركت 34 فتاة من دول أوروبية مختلفة في المسابقة. ومثلت أوكرانيا في «ملكة جمال أوروبا - 2006» ألينا أفرامينكو، التي حصلت على لقب أول وصيفة  لملكة جمال أوروبا.

## التلفزيون

### قناة  TET TV
في أغسطس 2007، أصبح حرفوش المنتج العام لقناة TET TV ، وهي واحدة من أولى القنوات التلفزيونية الخاصة في أوكرانيا. من بين المهام التي أنجزها عرفوش في مشواره الجديد كانت رفع تصنيف القناة التلفزيونية، وتوسيع جمهورها وتحديث البرامج من خلال بث برامج جديدة مثل برنامج (ميس سي اس أي Miss CIS).
بسبب حياته العامة النشطة، أصبح وليد بطل العديد من البرامج التلفزيونية والحوارية. في عام 2008، أصبح «مؤرخًا» في البرنامج التلفزيوني لسافيك شوستر "Shuster Live".

### القناة الوطنية الأولى
في مارس 2010 حتى  يونيو 2013 تم تعيين وليد حرفوش نائبًا للمدير العام في NTKU هذا المنصب شارك في تطوير المشاريع الموسيقية والترفيهية، كما أسس تعاونًا دوليًا مع الوطنية الأولى.

### يورونيوز
في أكتوبر 2010، أصبح وليد حرفوش رئيسًا للمجلس التنسيقي للنسخة الأوكرانية من  يورو نيوز.
في 2 أغسطس 2011 في ليون، أعلنت يورونيوز ووليد حرفوش بالنيابة عن NTKU ، عن الإطلاق الرسمي للنسخة الأوكرانية من يورو نيوز.
بفضل وليد حرفوش، تم إطلاق نسخة كاملة من قناة المعلومات الأوروبية  يورونيوز باللغة الأوكرانية في 24 أغسطس 2011 .
منذ عام 2014  شغل  وليد حرفوش منصب رئيس يورونيوز في بلدان رابطة الدول المستقلة. [11]
في عام 2017، استحوذ حرفوش على قناة اتش دي فاشون ولايف ستايل تي في HDFashion & LifeStyle
في عام 2019، أصبح حرفوش نائب رئيس قناة يورونيوز التلفزيونية الدولية.

## العمل الاذاعي
في عام 1995، انتقل وليد إلى كييف، حيث افتتح راديو سوبر نوفا. [13] أتاح التعاون الوثيق مع RFI (راديو فرنسا الدولي) بث البرامج باللغات الإنجليزية والفرنسية والعربية بالإضافة إلى الأوكرانية والروسية. سرعان ما اكتسب الراديو شعبية واسعة  بفضل مشاركته النشطة في جميع المجالات الثقافية في البلاد، والتي غالبًا ما بدأتها. على مر السنين، أصبح الراديو رائجا بين شباب كييف، بفضل برامجه النابضة بالحياة. وكل هذا تم بالتعاون مع المعهد الفرنسي والسفارة الفرنسية في أوكرانيا. كانت «سوبر نوفا» أول من بدء البث الإذاعي لمهرجان كان السينمائي.

## الانشطة الاجتماعية

### حديقة حيوان كييف
في عام 1995  كانت حملة جيرل فور بوي"Girl for Boy" الذي  نظمه وليد وراديو سوبرنوفا للبحث عن إمكانية نقل شريك للفيل الوحيد في حديقة حيوان كييف، المسمى بوي.  بفضل  الأموال التي تم جمعها من حملة التبرعات  الخيرية، تم إحضار عروس للفيل من حديقة حيوان في ألمانيا.

### سفير النوايا الحسنة للأمم المتحدة
في عام 2000، أصبح وليد حرفوش أول سفير للأمم المتحدة للنوايا الحسنة لمكافحة الإيدز في إطار برنامج الامم المتحدة  UNAIDS وكان في طليعة من قاموا بتقديم نصب تذكاري برونزي تخليدا لذكرى ضحايا الإيدز، وحضر افتتاحه بنفسه الأمين العام للأمم المتحدة آنذاك كوفي عنان.
أصبحت أغنية «حماية الحياة»، التي كتبها عمر حرفوش وإنتاج وليد، تُعرف باسم نشيد مكافحة الإيدز في أوكرانيا.

### مكافحة التفرقة العنصرية
أنشأ وليد حرفوش المنظمة العامة  لمكافحة العنصرية "SOS Racism!" في 2007 وأصبح أمينها العام والتي بدأت العديد من الفاعليات العامة، مثل مسيرة ضد العنصرية، والتي جذبت عددًا كبيرًا من المشاركين وأثارت اهتمامًا كبيرًا بين السياسيين. بفضل المسيرة ودعم نائبة البرلمان الأوكراني آنا جيرمان، تم تقديم مشروع قانون يستند إلى النسخة الفرنسية بشأن تشديد المسؤولية عن مظاهر العنصرية ومعاداة السامية وكراهية الأجانب.
عبر وليد عن تعازيه لذوي القتلى في تفجيرات مرفأ بيروت في آب 2020. ودعا الجالية الأوكرانية إلى تقديم الدعم المعنوي للبنانيين، إذ لطالما كان لأوكرانيا موقف كبير تجاه الجمهورية اللبنانية وشعبها.
وبخصوص الاحتجاجات في الولايات المتحدة الأمريكية (2020)، والتي بدأت بسبب قتل شرطي لرجل أسود ورافقتها عملية سطو واعتداء على متظاهرين، علق وليد في إحدى مقابلاته أن الاحتجاجات نشأت بسبب مشاكل العنصرية والاقتحام. المخازن هي نهب يلقي بظلاله على النوايا المشرقة للحركة الاحتجاجية.

## الحياة الشخصية
في منتصف التسعينيات، تزوج وليد من ناتاليا ديمنتييفا.
و أصبح لدى الزوجان طفلان: ابن كريم (1996) وابنه ليزا (2000).
في عام 2001، دخل وليد في زواج مدني من ليدا بتروفا، وتزوج رسميًا في عام 2015  وهم يربون ثلاثة أطفال: إميلي (2004) وآدم (2012) وأديل كلوي (2016).

في عام 2008، اعتنق وليد حرفوش الأرثوذكسية، لكنه ظل بوذيًا من حيث الفلسفة ويقبل كل الأديان التي تروج للحب.
«الدين الوحيد بالنسبة لي هو الحب، لأن المسيحية تقول أحب جارك، فهذا الدين قريب مني»  

## هوايات

### يوجا
وليد حرفوش هو ممارس يوغا محترف ويؤمن بضرورة إدراج اليوغا في المناهج الدراسية. مدربه هو أستاذة اليوغا الشهير أوكسانا سيفاكوفسكا. في 21 يونيو من كل عام، يحتفل وليد مع أصدقائه باليوم العالمي لليوجا.
منذ عام 2019، كان يعمل بفضل التأثير الإيجابي لرجل الأعمال يفغيني تشيرنياك.

## حقائق مثيرة للاهتمام
في عام 2006، بدعوة من المخرج الأوكراني أندريه بنكندورف، لعب وليد دور البطولة في فيلمه «العقيد القديم» ستاريكي بولكوقنيكي في دور  اللص آرثر.
في عام 2019، أصبح جزءًا من معرض الصور «بودسموتريلا» للمصورة فيكتوريا سميتاني.

## مزيد من القراءة
- Euronews looks to CIS
- Walid Arfush joins Euronews in the CIS region
- Euronews looks to CIS
- Walid Arfush Joins Euronews as Development Manager for the Commonwealth of Independent States region